# Cherveux
Cherveux é uma comuna francesa na região administrativa da Nova Aquitânia, no departamento de Deux-Sèvres. Estende-se por uma área de 22,25 km². Em 2010 a comuna tinha 1 976 habitantes (densidade: 88,8 hab./km²). INSEE]], com uma densidade de 68 hab/km².